# Coronavirus humain OC43
HCoV-OC43
forme
Le coronavirus humain OC43 (sigle HCoV-OC43) est la forme humaine de l'espèce Betacoronavirus 1, dans le genre Betacoronavirus. Il dérive du coronavirus bovin, vraisemblablement à l'occasion d'une zoonose (la « grippe » russe de 1889 à 1894). En effet d'après les études d'horloge moléculaire, son émergence serait relativement récente, leur ancêtre commun le plus récent étant daté d'environ 1890. Ces virus auraient à leur tour divergé vers 1878 du virus de l'encéphalite hémoagglutinante porcine (PHEV).
Il s'agit d'un virus à ARN simple brin enveloppé, de sens positif, grossièrement sphérique et de grande taille pour un virus (de 120 à 160 nm), coiffé et polyadénylé et encapsidé dans une nucléocapside hélicoïdale. Il pénètre dans sa cellule hôte en se liant au récepteur de l'acide N-acétyl-9-O-acétylneuraminique. 
HCoV-OC43 est l'un des six coronavirus humains qui incluent HCoV-229E, HCoV-NL63, HCoV-HKU1, MERS-CoV et SARSr-CoV (SARS-CoV-1 et SARS-CoV-2). Il possède, comme d'autres membres du sous-genre Embecovirus dans le genre Betacoronavirus, des protéines de surface en forme de pointe (12 à 24 nm de long) et d'autres protéines de surface, plus courtes,  dites hémagglutinines estérases (HE).

## Virologie
Quatre génotypes de HCoV-OC43 (A à D) ont été identifiés, dont le génotype D qui provient très probablement d'une recombinaison génétique. Le génome des coronavirus est d'environ 30 kb (exemple : 30 738 nucléotides de la souche prototype HCoV-OC43 (ATCC VR759).
Avec HCoV-229E, une espèce du genre Alphacoronavirus, HCoV-OC43 est parmi les virus connus qui sont responsables du rhume commun,. Les deux virus peuvent provoquer de graves infections des voies respiratoires inférieures, notamment une pneumonie chez les nourrissons, les personnes âgées et les personnes immunodéprimées telles que celles qui subissent une chimiothérapie et celles atteintes du VIH-sida,,. 
Sur le modèle animal murin (souris de laboratoire), on a montré que la souche OC43 (HCoV-OC43) est neurovirulente (c'est-à-dire qu'elle peut aussi infecter les neurones) et qu'elle peut donc affecter le système nerveux central (ou SNC),,,,,.
Comme pour les autres coronavirus, la protéine d'enveloppe (E) est un facteur de virulence (elle intervient pour la morphogenèse, l’assemblage du virus par la machinerie interne des cellules de l'hôte infectées, la production de particules infectieuses (virions) et dans la pathogenèse. Son importance serait liée à la présence d’un domaine transmembranaire formant des canaux ioniques, mais aussi à un motif d’interaction protéique, deux sujet récemment étudiés en contexte d’infection de neurones. Cette protéine E « est un facteur essentiel pour une production et une propagation virale efficace en cellules épithéliales, neuronales, ainsi que dans le SNC de souris, et qu’elle est essentielle pour la neuropathologie. »
Le génome de ce coronavirus présente une identité de séquence de 51 % avec le SARS-CoV-2.

## Épidémiologie
Les coronavirus ont une distribution mondiale, causant 10 à 15 % des cas de rhume commun. Les infections présentent un schéma saisonnier, la plupart des cas se produisant pendant les mois d'hiver,,.
Il a été proposé que le coronavirus OC43 soit responsable de la pandémie de grippe russe de 1889-1890 ; malgré des indices d'ordre clinique, épidémiologique et phylogénétique il est probable que ce ne soit jamais prouvé avec certitude en raison de la piètre conservation de l'ARN sur les cadavres de cette époque, fussent-ils conservés dans le pergélisol.